# 河谷草地广场
45°23′54″N 11°52′33″E / 45.39833°N 11.87583°E

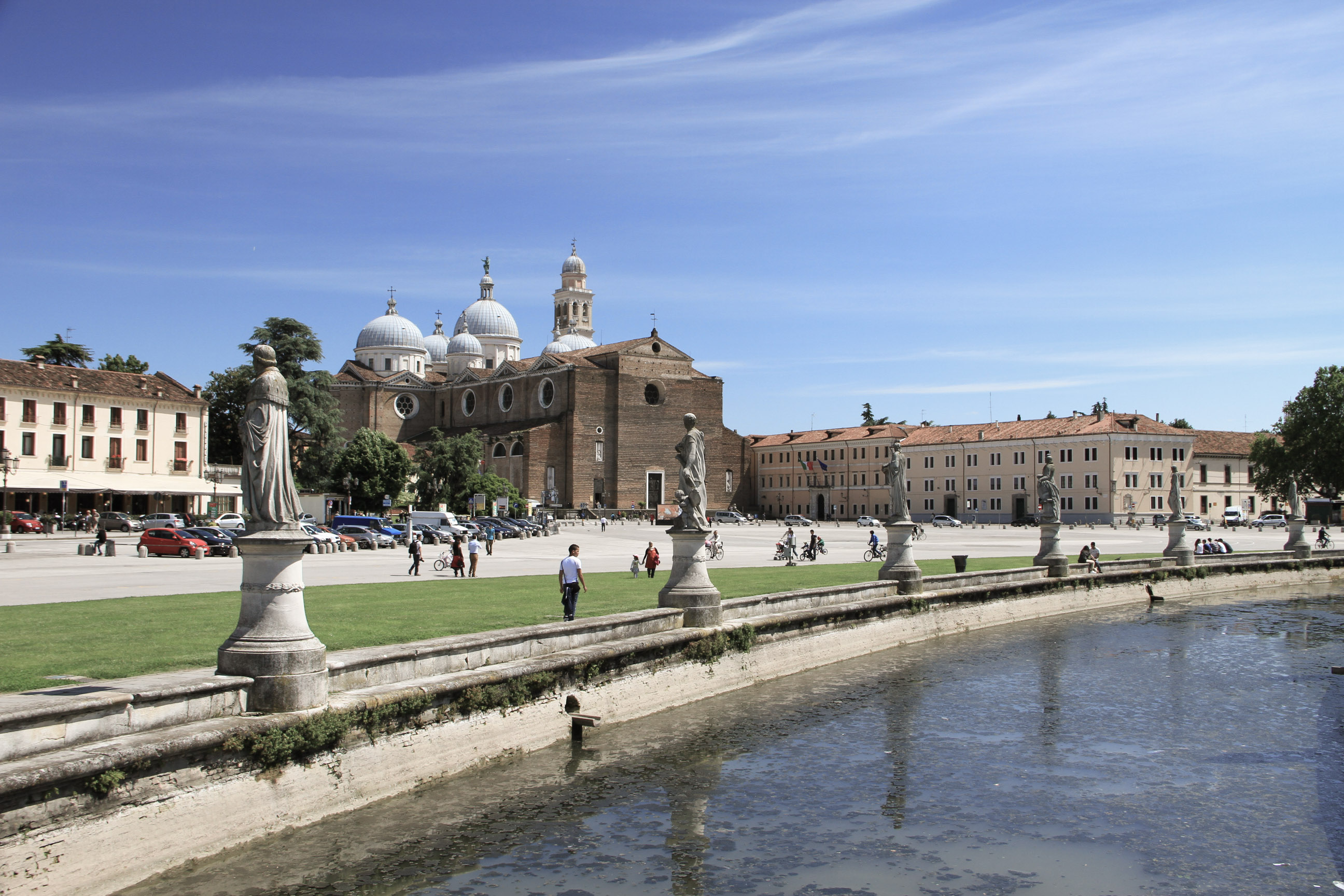
运河

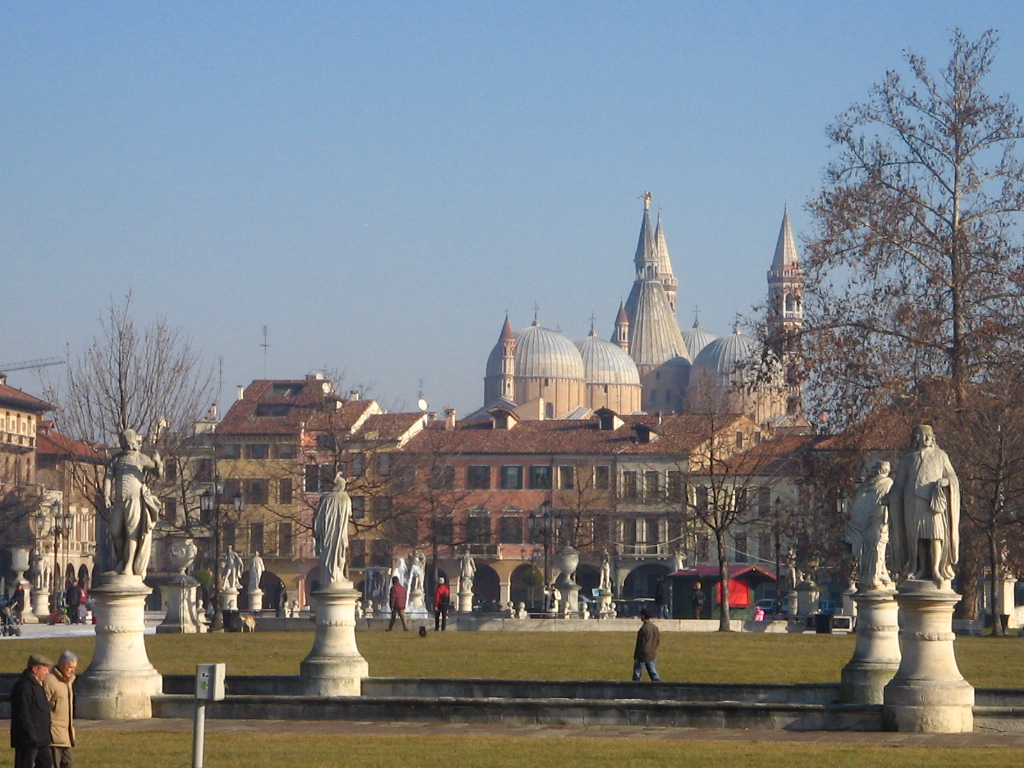
河谷草地广场与圣安东尼大殿

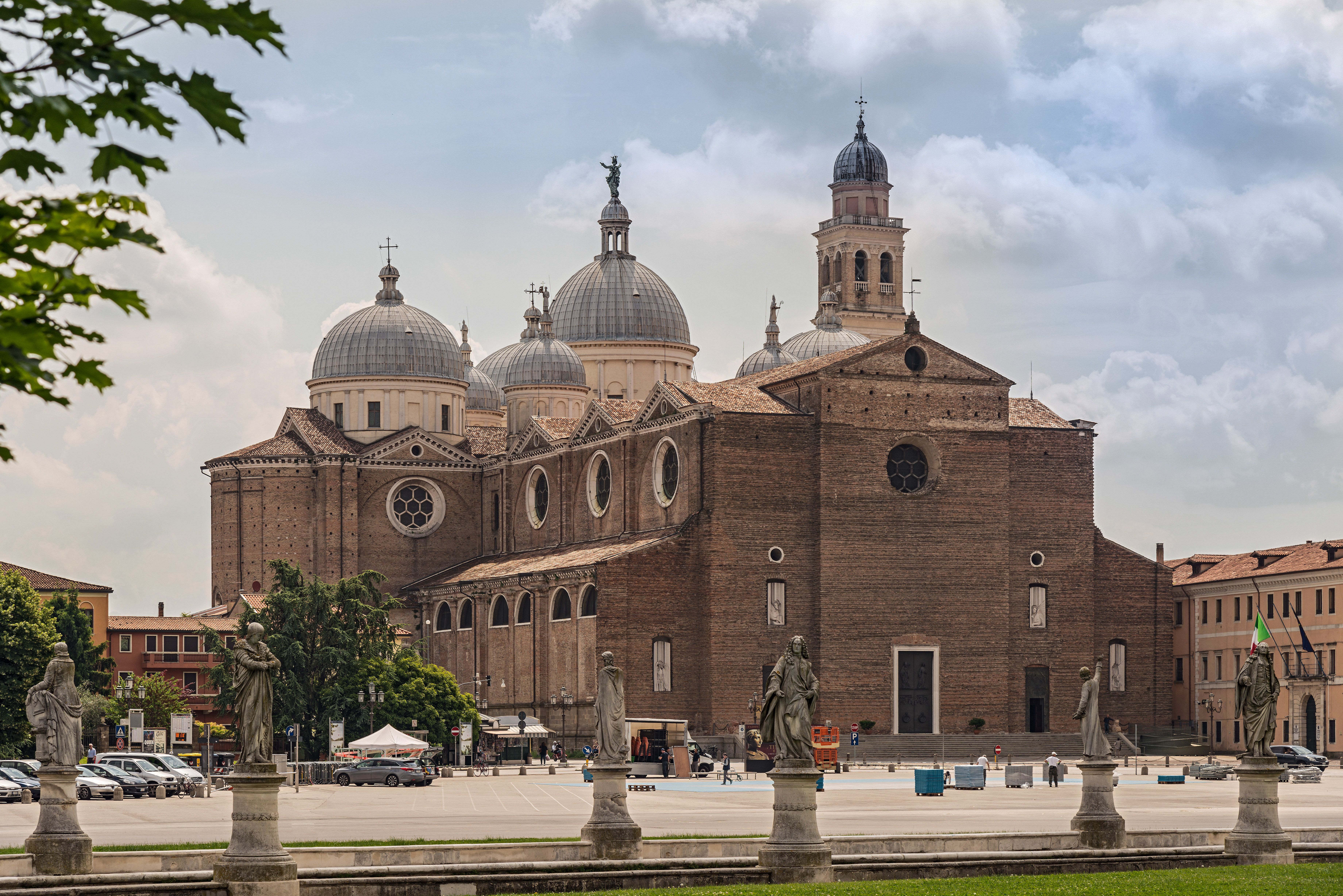
河谷草地广场与圣Giustina大殿

河谷草地广场（意大利语：Prato della Valle，威尼托语：Prà deła Vałe）是意大利北部城市帕多瓦的一个大型广场，面积90,000平方米，这是意大利18世纪最大的广场，也是当时欧洲最大的广场之一。这个巨大的空间给人以强烈的视觉冲击，中间是一个绿色的岛屿，l'Isola Memmia，周围被一条运河环绕，河畔排列着两行雕塑。
在广场的无数雕塑中，有一尊代表威尼斯贵族Andrea Memmo。1775年，Memmo 决定改建当时还只是沼泽地的这一地区。全部工程从未完全完工。
此处曾经被称为“无草之谷”，因为树木妨碍了草的生长。不过今天，此处完全被草坪覆盖，亦有许多小树。